# Jukka Rauhala
Jukka Rauhala est un lutteur finlandais spécialiste de la lutte libre né le 1er mars 1959 à Muurame.

## Biographie
Jukka Rauhala participe aux Jeux olympiques d'été de 1984 à Los Angeles dans la catégorie des poids légers et remporte la médaille de bronze.
Il est le neveu du lutteur Kalervo Rauhala et le frère du lutteur Pekka Rauhala.